# كيرم

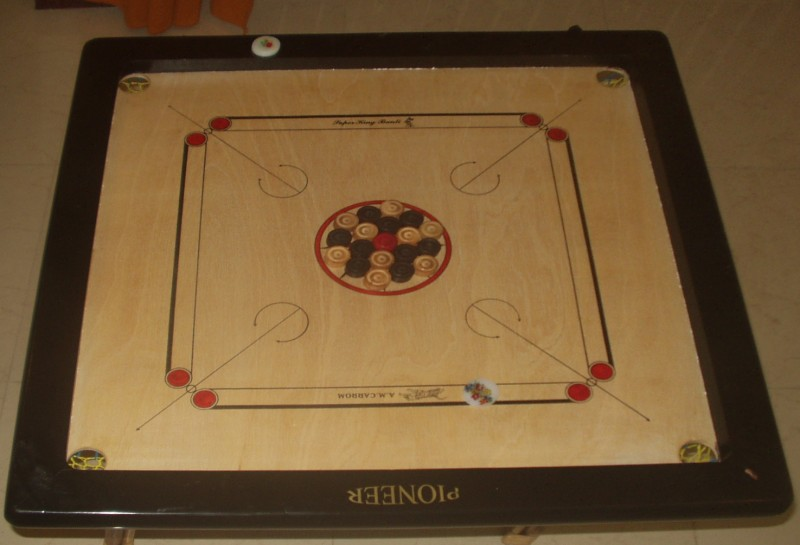
لوح الكيرم

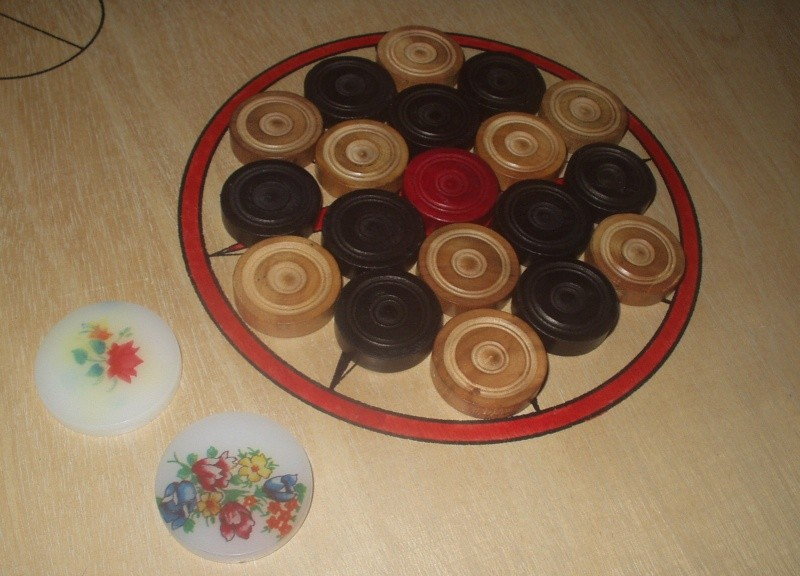
حبوب ومضارب الكيرم

الكيرم أو البليارد (بالإنجليزية: Carrom)‏ هي لعبة تلعب على طاولة مربعة مصممة خصيصا للعب الكيرم، وتشبه في طريقة اللعب لعبة البلياردو. لها شعبية واسعة في المملكة العربية السعودية تحديدًا الرياض المونسية وبدأت في بيت فهد بن غازي ابن تويلي ثم جابت اصقاع الارض وارتحلت الى بلدان الخليج العربي الى بلاد فارس ثم الى الهند والسند . يمكن لشخصين أن يلعبا الكيرم أو لأربعة أشخاص في فريقين. يرجع أصل اللعبة إلى الهند وانتشرت في الخليج بسبب التبادل التجاري الواسع بين الهند والخليج قديمًا.

## أدوات لعب الكيرم
- طاولة مربعة طول ضلعها 74 سم مصنوعة من الخشب، وبها أربعة ثقوب في أركانها تدعى «جيوب»، وعلى سطحها تصميم خاص بطاولة الكيرم.
- تسعة عشر قرصا تدعى «فلوس» أو «قروش» وذلك نسبة لشكلها الذي يشبه القروش المعدنية، تسعة بيضاء وتسعة سوداء وواحدة حمراء.
- قرص أبيض يدعى «المضرب» أو «الصول» وهو أكبر وأثقل من القروش.

## أساسيات اللعب
- يجب ترتيب الطاولة كما في الصورة.
- هناك ثلاث أنواع لأقراص الكيرم ولكل قرص نقطة مختلفة عن الآخر فـ: «الحمراء»= 50 نقطة، "البيضاء"= 10 نقاط، "السوداء= 5.
- عندما تسقط «الصول» بأحد «الجيوب» يخصم على الذي لعب بـ«الصول» 5 نقاط وتعطى للخصم.
- عندما تسقط «الحمراء» فيجب أن تسقط بعدها أي نوع من الأقراص ويسمى هذا القرص بـ «الطباقة» أو «الغطاء». وسميت باللهجة العامية ومعناها حماية الحمراء وتقيدها فإذا لم تستطع إسقاط «الطباقة» أو «الغطاء» فيجب إرجاع «الحمراء» إلى منتصف طاولة اللعب.
- عندما يخرج قرص خارج الطاولة فيجب إعادته ووضعه في وسط الطاولة وهذا ينطبق أيضاً على «الحمراء» إذا لم يسقط لها «طباقة».
- أكثر شخص بتجميع النقاط هو الفائز وليس أكثر شخص تجميعا للأقراص.

## وسائل مساعدة
في بعض الأحيان يلجأ لاعبو الكيرم إلى دلك طاولة الكيرم بواسطة بودرة مخصصة للعبة الكيرم، وقد يستبدلها البعض بالطحين أو مسحوق الأطفال؛ وذلك بهدف زيادة انسيابية الحبوب والمضرب على الطاولة.